# Jiří Zimola
Jiří Zimola (* 28. března 1971 Třebíč) je český politik a pedagog, v letech 1998 až 2008 starosta města Nová Bystřice, v letech 2008 až 2017 hejtman Jihočeského kraje, od října 2013 do března 2014 poslanec Poslanecké sněmovny PČR, od února do listopadu 2018 statutární místopředseda České strany sociálně demokratické, od konce října 2018 místostarosta Nové Bystřice a od 2. prosince 2020 opětovně starosta města Nová Bystřice, po komunálních volbách 2022 opět starosta. V roce 2020 vystoupil z ČSSD a stal se předsedou hnutí Změna 2020.

## Vzdělání a rodina
V letech 1977 až 1985 navštěvoval ZŠ Nová Bystřice, v letech 1985 až 1989 Gymnázium v Jindřichově Hradci. Mezi lety 1989–1994 vystudoval Pedagogickou fakultu Jihočeské univerzity v Českých Budějovicích, aprobace český jazyk-dějepis.
Do roku 2011 žil se svou manželkou Ditou s níž má dvě děti – syna Adama (1997) a dceru Lindu (2001). V roce 2011 se rozešli a od té doby žije s Janou Příhodovou (Miss Blond 2000), se kterou má dceru Laru (2012).

## Zaměstnání
Od října 1995 do listopadu 1998 působil jako učitel na ZŠ v Nové Bystřici. Od akademického roku 2017/2018 přednáší veřejnou správu a regionální problematiku na Vysoké škole technické a ekonomické v Českých Budějovicích.

## Politická kariéra

### Veřejné funkce
V roce 1998 zvolen poprvé do funkce starosty města Nová Bystřice, opětovně zvolen v letech 2002 a 2006, předseda Klubu krajských zastupitelů za Českou stranu sociálně demokratickou v zastupitelstvu Jihočeského kraje, člen předsednictva Jihočeské Silva Nortica (česká část Euroregionu Silva Nortica), předseda Sdružení pohraničních obcí a měst okresu Jindřichův Hradec, předseda Dozorčí rady Nadace Jihočeské cyklostezky.
22. listopadu 2008 byl po vítězství ČSSD v krajských volbách v říjnu 2008 zvolen hejtmanem Jihočeského kraje. Krajskou koalici utvořili vítězové společně s ODS.
Po krajských volbách v roce 2012 jako lídr ČSSD dohodl koalici s KSČM, která v pořadí získaných voličských hlasů obsadila druhé místo. V zastupitelstvu měla koalice 31 hlasů. Ostatní strany nedokázaly nabídnout přijatelné programové návrhy,[zdroj?] a proto se ČSSD nakonec rozhodla přizvat do „krajské vlády“ KSČM.

### Stranická kariéra
Členem České strany sociálně demokratické byl od října 2000, od května 2004 předseda OVV ČSSD v Jindřichově Hradci, od ledna 2007 místopředseda KVV ČSSD Jihočeského kraje a od ledna 2009 do 6. ledna 2020 byl předsedou krajské organizace ČSSD v Jihočeském kraji. V lednu 2020 prohlásil, že zváží setrvání ve straně.
Ve volbách do Poslanecké sněmovny PČR v roce 2013 byl jako lídr kandidátky ČSSD v Jihočeském kraji zvolen poslancem. Krátce po sečtení výsledků voleb se 26. října 2013 zúčastnil utajované schůzky prezidenta Miloše Zemana s částí vedení ČSSD, po které on a dalších 19 z 33 členů předsednictva ČSSD vyzvali předsedu strany Bohuslava Sobotku k odstoupení. Zimola 31. října kvůli lhaní o utajované schůzce s prezidentem, rezignoval na členství v předsednictvu a výkonném výboru strany, poslanecký mandát a post hejtmana Jihočeského kraje si ponechal. Dne 26. března 2014 oznámil, že 31. března rezignuje na poslanecký mandát. To se také stalo a ve Sněmovně jej nahradila Vlasta Bohdalová.
V komunálních volbách v roce 2014 obhájil za ČSSD post zastupitele města Nová Bystřice.
V únoru 2018 kandidoval na mimořádném 40. sjezdu ČSSD na post předsedy strany, ale byl poražen Janem Hamáčkem, přičemž následně kandidoval na pozici statutárního místopředsedy, kde již uspěl s 335 hlasy a porazil tak Romana Onderku. Dne 7. listopadu 2018 však na post statutárního místopředsedy strany rezignoval. Svou rezignaci odůvodnil tak, že jakákoliv změna v ČSSD je podle něj za současného stavu nemožná a on se nechce zpronevěřovat svým cílům.

### Krajské volby 2016
V krajských volbách v roce 2016 byl lídrem kandidátky ČSSD v Jihočeském kraji a mandát zastupitele obhájil. Vítězná ČSSD uzavřela koalici s druhým hnutím ANO a sedmým hnutím Jihočeši 2012 a dne 3. listopadu 2016 byl již po třetí zvolen hejtmanem Jihočeského kraje (získal 38 hlasů od 55 přítomných zastupitelů).
Dne 11. dubna 2017 však oznámil, že na nejbližším krajském zastupitelstvu na funkci hejtmana rezignuje. Důvodem byla skutečnost, kdy několik týdnů předtím vyšlo najevo, že v Lipně nad Vltavou staví pro hejtmana a jeho náměstka Jaromíra Slívu rekreační domy Martin Bláha, předseda představenstva Jihočeských nemocnic a člen představenstev všech osmi zdravotnických zařízení v kraji. Chaty tak fakticky budoval podřízený pro svého nadřízeného. Kvůli tomu se rozpadla koalice a Zimola se rozhodl odstoupit, aby umožnil vznik nové koalice i s účastí ČSSD. Oficiálně složil funkci 27. dubna 2017, kdy byla na jeho místo zvolena jeho dosavadní náměstkyně Ivana Stráská. Z rozpoutání aféry Zimola obvinil opoziční ODS, ale vyjádřil názor, že byla koordinována i s lidmi z vedení ČSSD. Jmenoval přitom ministra vnitra a prvního místopředsedu strany Milana Chovance.

### Po rezignaci na post hejtmana
Původně měl kandidovat ve volbách do Poslanecké sněmovny PČR v roce 2017, a to na posledním místě kandidátky ČSSD v Jihočeském kraji. V návaznosti na kauzu ohledně chaty v Lipně nad Vltavou jej však vedení strany z kandidátky vyškrtlo. V červenci 2017 se pak stal radním města Nová Bystřice. V komunálních volbách v roce 2018 post zastupitele města za ČSSD obhájil. Na konci října 2018 byl zvolen místostarostou města. Od 2. prosince 2020 je opět starostou Nové Bystřice, v komunálních volbách v roce 2022 svůj post obhájil a od 18.10.2022 pokračuje ve funkci starosty Nové Bystřice.

### Odchod z ČSSD, předseda Změny 2020
Na začátku června 2020 oznámil svůj odchod z ČSSD, jejímž členem byl 20 let. Zároveň se stal předsedou hnutí Změna 2020 (Z 2020). Za toto hnutí kandidovat v Jihočeském kraji na 9. místě kandidátky v krajských volbách v říjnu 2020, ale neuspěl (uskupení se do krajského zastupitelstva vůbec nedostalo).
Ve volbách do Poslanecké sněmovny PČR v roce 2025 je lídrem hnutí Přísaha v v Jihočeském kraji.

## Dílo
- ZIMOLA, Jiří. Boj Čechů v Čechách: z dějin Národní jednoty pošumavské. [s.l.]: [s.n.]